# Zavod sv. Vinka u Sarajevu
Zavod sv. Vinka je bio rimokatolički zavod Sestara milosrdnica sv. Vinka Paulskog u Sarajevu.
Družba je pri Zavodu osnivala škole. Opću pučku školu osnovale su 1871. godine. Bila je namijenjena katoličkoj djeci, no u tu su školu išle i učenice drugih vjera. Arhivska građa sačuvana je od 1880. godine. Do 1918. godine bila je samo za žensku mladež. Od te godine postoje i razredi za mušku djecu. Poslije je promijenila naziv u Rimokatoličku osnovnu školu u Zavodu sv. Vinka. Ukinuta je dolaskom komunističke vlasti 1945. godine. Školska arhiva završava s 1945. i 1961. otpremljena je u Povijesni arhiv Sarajevo. 
1883. osnovale su Višu djevojačku školu. U početku ju je vodio Vrhbosanski kaptol a poslije su ju u potpunosti vodile Sestre milosrdnice i sasvim je prešla u njihovu nadležnost. U naravi je bila niža stručna škola. 30. srpnja 1912. Zemaljska vlada BiH odlukom dodjeljuje školi pravo javnosti i do 1924. godine škola djeluje pod imenom Više djevojačke škole, nakon čega je promijenila ime u Rimokatolička građanska škola trgovačkog smjera u Zavodu sv. Vinka. Pod tim je imenom djelovala do 1945. godine. Arhivska građa sačuvana je od 1883. do 1943. i primio ju je sarajevski Povijesni arhiv 1961. godine od IX narodne osnovne škole u Sarajevu. Od 1939. djelovala je ženska građanska škola sv. Vinko. Arhiva je sačuvana od 1939. do 1945. godine. 1939. je osnovala privatnu žensku obrtnu školu. Zadaća je bila uvježbati djevojke šivati i krojiti, Prva je godina bila pripremna, nakon čega su u dvama stručnim odjelima učenice učile krojiti haljine i šivati rublje. Nakon tog dijela programa učenice su imale jednogodišnju praktičnu nastavu. Školska arhiva završava s 1944. i 1961. otpremljena je u Povijesni arhiv Sarajevo. Osnovala je 1941. privatnu potpunu žensku realnu gimnaziju s pravom javnosti. Organizacija i rad bili su sukladni s državnim gimnazijama. Djelovala je do 1945. kad su jugokomunističke vlasti ukinule školu, kao i sve ostale privatne i vjerske škole. Arhivska građa iz škole, koja obuhvaća godine od 1941. do 1945. primljena je u Povijesni arhiv Sarajevo 1961. godine.